# Haucourt-en-Cambrésis
 Haucourt-en-Cambrésis là một xã ở tỉnh Nord trong vùng Hauts-de-France, Pháp.